# 2019冠狀病毒病法國疫情
本条目解说2019冠狀病毒病疫情在法国的情况，若无特殊注明，本条目中所有日期均为2020年。
疫情最早于2019年在中国湖北省武汉市，2020年1月24日在法国波尔多出现首宗确诊病例，也是欧洲首例确诊患者。其后一个月时间内有少量患者确诊，至2月24日，除一位患者死亡，其余皆已治愈。但在此之后，随着意大利的疫情，法国、德国、西班牙等国开始出现大量病例，法国因而成为欧洲受疫情波及最为严重的国家之一。
3月5日，据法国费加罗报报道，中央-盧瓦爾河谷大區出现首例病患，至此，法國本土的13个大区均已受到疫情波及

## 疫情发展

### 2019年12月
2019年12月27日，一名男子在阿维森纳医院接受了流感检测，结果为阴性。2020年5月3日，该院急救科主管伊夫·科恩(Yves Cohen)表示，重新检测该男子12月的样本后，其COVID-19检测结果呈阳性。科恩说，现在就判断这名男子是否为法国的“零号病人”还为时过早。

### 2020年1月
1月21日，一名武汉女子自述在出现咳嗽发热症状并用退烧药降温后进入法国。不过，目前没有消息证实这名武汉女子的发热症状被确诊为新型冠状病毒。中華人民共和国驻法国大使馆新闻发言人声明，已联系该名女子，并要求其拨打緊急救助電話。她之後自稱已聯絡緊急服務並每日測量體溫，又稱並無症狀，緊急服務說若無症狀無須跟進。
1月24日，歐洲首次出現新型冠狀病毒個案，法國衛生部宣布確診2宗病例，分別在巴黎及波爾多，患者曾經前往中國大陸，代表新型冠状病毒首次傳入歐洲。不久後通報巴黎再多1宗，累計3宗。波爾多病患是48歲法籍華裔男子，曾在中國武漢出差，回國後接觸數十人，23日就診；巴黎病患是曾去中國旅行者及其近親。
1月25日，法國駐武漢總領事館宣布將與中華人民共和國政府合作，用巴士撤離湖北武漢的法國公民及家屬至湖南長沙並隔離觀察14日。法國汽車製造商標緻雪鐵龍集團表示会在武汉的合资企业神龙汽车會從武漢撤走外國僱員及家属，合共38人，他們會在內地另一個城巿隔離檢疫後回國。法國外交部稱，法国駐武漢总領事館将聯絡巿內的法国籍人士，並與中方研究安排他們離開的方法。
1月28日，通報再多1宗確診個案，累計個案增至4宗。患者是來自中國湖北的旅客，約80歲，在巴黎一間醫院接受深切治療。
1月30日，法國衛生部表示，新增的第5宗患者是年約30歲、由湖北前往法國的中國女遊客，是第4宗個案、80歲長者的女兒。
同日，通報再多1宗確診個案，累計個案增至6宗。患者是私家醫生，被亞洲確診的一個病患傳染。

### 2020年2月
2月8日，通報再多5宗確診個案，累計個案增至11宗。患者均為英國公民，包括1位兒童，在上薩瓦省治療。
2月10日，在上海市卫健委举行的市疫情防控工作领导小组新闻发布会上，发言人公布了第四宗和第五宗个案的疫情关系。经流行病学调查，该家庭4位成员（父亲、母亲、女儿和女婿）于1月10日在武汉办理赴欧签证，曾到华南海鲜市场附近就餐，1月16日至28日随团赴欧旅行，1月23日抵达法国。父亲于1月27日在法国被确诊为新冠肺炎，女儿留法陪护，后于1月29日也被确诊为新冠肺炎。1月28日航班抵达上海浦东国际机场后，出现2名可疑病例，之后送往医疗机构就诊。2名病例先后于1月30日和2月1日被确诊为新冠肺炎，至此该家庭所有成员全部确诊为新冠肺炎。
2月15日，该游客在巴黎比夏医院去世，为法国首宗死亡病例。
2月24日晚，法国卫生部长奥利维耶·韦兰宣布法国现存确诊病例已清零。
2月27日晚，法国卫生部长奥利维耶·韦兰就新冠肺炎疫情向媒体介绍称，自今年1月底以来，法国境内累计发现确诊病例38例，其中仅在2月27日当天就新增了20个新的确诊病例。而在这38名确诊患者中，已有2人死亡，12人治愈，及24人仍在住院接受治疗。
2月28日，法国卫生部长奥利维耶·韦兰宣布，法国当天新增19例新型冠狀病毒感染病例，目前总确诊病例达57例。韦兰表示，“新型冠狀病毒疫情进入一个新阶段”。欧盟卫生部长下周举行会议，研拟对抗新冠肺炎措施。
2月29日晚，法國官方最新通報，截至目前，法國累計確診新冠肺炎病例達100例，其中治愈12例，死亡2例。目前，86例在醫院治療，其中9例病情嚴重。

### 2020年3月
3月1日晚，卫生部健康事务总长傑羅姆·薩洛蒙在例行发布会上表示，截至当天16点，法国累计新冠肺炎确诊病例增至130例。其中12例治愈，2例死亡，116例仍在隔离治疗，9例病情严重。在这130例确诊病例中，有72例属于境内群聚或连锁感染，35例在国外感染，23例的感染路径不明。其中還有2人是來自瓦茲省與上萨瓦省的市長。當天盧浮宮宣佈全天關閉。
3月2日晚，卫生部健康事务总长萨洛蒙宣布，法国出现第3例死亡病例，一日内确诊感染激增61例，累计达191例。 路透社援引萨洛蒙表示，第三位死者是一名89岁的女性，她是在瓦兹省贡比涅医院死亡。萨洛蒙没有说明这位老年妇女是否死于新冠肺炎，只是表示，她被确诊感染新冠病毒。疫情重灾区瓦兹省长“出于谨慎”周一开始隔离。
3月3日晚，官方最新通报，截至当天，法国累计确诊新冠肺炎病例达212例，较前一天增长21例。此外，法国当天还最新通报1例死亡病例。至此，法国因新冠肺炎死亡的病例达4例，13个大区均通报有确诊病例，除法国本土外，在加勒比海的海外集體法屬聖馬丁和聖巴泰勒米也在前一天（2日）确诊共3例新冠肺炎病例。
3月4日晚，卫生部健康事务总长萨洛蒙在例行发布会上宣布，法国已累计确诊285例，较前一天增长73例。另外，其中有15名严重病例接受重症监护。
3月5日，总统马克龙同约20名专家召开会议，以应对法国疫情。会后，法国免疫学专家让弗朗索瓦·德尔福拉西（Jean-François Delfraissy）表示，法国疫情可能在几天或一两周内达到“第三阶段”。萨罗蒙在例行发布会上通告，法国已累计确诊423例，在过去的24小时中，确诊病例增加138例，其中包括一名上萊茵省議會議員；新增8名重症病例，总计已共有23名重症病例。此外，新增3宗死亡病例，至此，法国已有7例死亡。同時原定于4月5日举行的巴黎马拉松推迟至10月18日举行。
3月6日晚，在法国卫生部召开部际会议后，法国总理爱德华·菲利普在发布会上保证“第三阶段”尚未开始，费加罗报援引菲利普，“病毒存在于某些地区，并在扩散，但并非在所有地区都存在。”在该发布会上，健康事务总长萨洛蒙通告，在过去24小时内，法国新增190宗确诊病例，累积共613名确诊患者。其中，有39名重症病例，9宗死亡病例。另外，法国主要有6起群发病例，分别是：瓦兹省1起共计110例确诊、上萨瓦省2起共计51例确诊、米卢斯1起共计136例确诊、莫尔比昂省1起共计20例确诊，以及一个前往埃及的旅行团共计15名确诊。
3月7日晚，萨罗蒙在例行发布会上宣布，截至当日15时，在过去24小时内，法国新增336宗确诊病例，目前累积949例。其中，有45名重症病例，较昨日新增6例；新增7例死亡病患，目前共计16例。此外，萨罗蒙还补充道，16名死亡病患中有11位男性，5位女性，“他们年龄都很高，而且有多种并发症”。法国仍处于“第二阶段”，尚未进入“第三阶段”。据法国世界报报道，国民议会新增1名议员确诊，至此，国民议会总计有3例确诊。
3月8日，被法國三面包圍的城邦摩納哥出現首宗病例。另据法国公共卫生部门消息，截至当日15时，确诊病例较前日新增177例，累计确诊病例已达1126例，死亡病例较前一日增加3例，共计19例。在当晚的例行发布会上，卫生部长韦兰宣布，将取消所有1000人以上的活动。
3月9日晚，萨罗蒙在例行发布会上表示，截至当日15时，在过去24小时内法国新增286例，累积确诊1412例；死亡病例增至25例，其中21例均为70岁以上的老人。另据法国费加罗报报道，國民議會已累积确诊4名议员、2名工作人员。当日，法国文化部长弗兰克·里斯特也宣布确诊冠肺炎。
3月10日晚，萨罗蒙在例行发布会上通报，截至当日15时，在过去24小时内法国新增372例确诊，累积已确诊1784例。死亡病例增至33例，其中19男、14女，且其中23例均为75岁以上的老人。另外，目前共有86名患者为重症。
3月11日晚，卫生部长奥利维尔·维兰在例行发布会上表示，法国一日内新增确诊病例近500例，累计达2281例，单日死亡15人，累计48人死于新冠病毒肺炎。法国总统马克龙将于次日晚间20点就新冠病毒疫情发表重要讲话。
3月12日，据法国官方最新通报，全国已累积确诊2876例，累积死亡61例。
卫生部长韦朗3月13日表示，法国当日新增新冠肺炎确诊病例785例，累计确诊病例3661例。韦朗在当晚的新闻发布会上说，法国新冠肺炎死亡病例达到79例，比前一日增加18例。法国一些著名旅游景点当天宣布关闭，以应对疫情。卢浮宫博物馆、凡尔赛宫博物馆、埃菲尔铁塔等自当晚起停止向公众开放。法国总理菲利普当天表示，“法国现在处于病毒加速传播的阶段”，目前采取的措施旨在遏制病毒传播。他宣布，即日起全国范围内禁止举行超过100人的集会活动。

卫生部门3月14日消息称，截至当地时间14日，法国新增新冠肺炎确诊病例838例，累计确诊4,499例。新增死亡12例，累计死亡91例。
3月15日卫生部宣布，法国新冠肺炎患者较昨日新增923例，累计确诊共5423例，其中死亡127例。受疫情影响，同日举行的法国市政选举第一轮弃票率高达56%，创历史新高。
公共卫生部门3月16日晚发布的统计数据显示，截至当日15时，法国累计新冠肺炎确诊病例升至6633例，其中死亡病例148例。与15日相比，法国累计新冠肺炎确诊病例增加1233例，死亡病例增加28例。
当地时间3月17日晚，卫生总局局长萨洛蒙在新闻发布会上表示，截至当日15时，法国新冠肺炎确诊病例增至7730例，较前一日新增1097例。其中死亡病例增至175例，699例病情严重，602例已治愈出院。
卫生总署署长萨洛蒙3月18日说，法国累计新冠肺炎确诊病例9134例，死亡病例264例。萨洛蒙当天在新闻发布会上表示，新冠肺炎疫情在法国快速蔓延，确诊数字每天都在激增。过去24小时，法国新增确诊病例1404例，新增死亡病例89例。
当地时间3月19日晚，卫生总署署长萨洛蒙在疫情发布会上表示，当天法国新冠肺炎确诊病例增至10995例，较前一日新增1861例，其中死亡病例增至372例，较前一日增长108例。
卫生总署署长萨洛蒙3月20日说，法国累计新冠肺炎确诊病例升至12612例，累计死亡病例450例。萨洛蒙当天在新闻发布会上说，法国正面临疫情蔓延和加速恶化的状况，疫情预计5至8天后达到顶峰。与前一日相比，新增确诊病例1617例，新增死亡病例78例，已有1587人治愈出院。
3月23日，法国累计新冠肺炎确诊病例升至16018例 3月22日，在巴黎，一辆公交车在车辆前部设置隔离带，防止乘客靠近司机。卫生总署署长萨洛蒙22日说，法国累计新冠肺炎确诊病例16018例，较前一日增加1559例，累计新冠肺炎死亡病例674例，较前一日增加112例。
卫生部长韦朗3月23日说，法国累计新冠肺炎确诊病例升至19856例，死亡病例860例。韦朗当天在新闻发布会上说，目前8675人在医院接受治疗，其中2082人在重症监护室接受治疗。法国过去24小时新增确诊病例3838例，死亡病例增加186例。
约翰斯·霍普金斯大学实时统计数据显示，截止当地时间3月24日0时，法国累计确诊新冠肺炎22622例，累计死亡1100例。

3月25日各大区每百萬人确诊率

当地时间3月25日晚，卫生总署署长萨洛蒙在疫情发布会上表示，截至当天14时，法国新冠肺炎确诊病例增至25233例，较前一日新增2933例。其中死亡病例增至1331例，较前一日增长231例。确诊病例中目前住院接受治疗的有11539例，2827例在重症监护室，3900例治愈出院。
卫生总署署长热罗姆·萨洛蒙在3月26日的新闻发布会上通报说，截至当日法国累计确诊新冠肺炎病例29155例，较昨日新增3922例。其中新增死亡365例，累计死亡1696例，住院13904例，重症3375例，治愈 4948例，治愈人数较昨日增加1048例。
根据卫生总署署长萨洛蒙3月27日晚公布的疫情统计数据，27日法国新增确诊病例达3809例，累计确诊病例上升至32964例；24日新增299例死亡病例，累计死亡病例上升至1995例，85%的死亡患者年龄为70岁以上。
公共卫生部门3月28日公布的数据显示，法国累计新冠肺炎确诊病例升至37575例，与前一日相比增加4611例。数据显示，法国累计新冠肺炎死亡病例2314例，在过去24小时内增加319例。目前，有4273人在医院重症监护室接受治疗。
卫生总署署长萨洛蒙当晚公布最新疫情统计数据，3月29日法国新增确诊病例2599例，累计确诊病例上升至40174例；29日新增292例死亡病例，累计死亡病例上升至2606例。
公共卫生部门3月30日晚公布的数据显示，法国累计新冠肺炎确诊病例44550例，较前一日增加4376例；累计死亡病例3024例，在过去24小时内增加了418例。法国卫生总署署长萨洛蒙30日在新闻发布会上说，自3月1日以来，已有16924人治愈出院。目前有5056人在重症监护室接受治疗，其中34%的人年龄在60岁以下，59%的人年龄在60岁至80岁之间。
卫生部3月31日宣布，法国新冠肺炎患者较昨日新增7578例，累计确诊共52128例，其中入院 22757 例，重症5565例，新增死亡499 例，累计死亡3523例。

### 2020年4月
当地时间4月1日晚，法国卫生总署署长萨洛蒙在疫情发布会上表示，截至当天，法国新冠肺炎确诊病例增至56989例，较前一日新增4861例。其中死亡病例增至4032例，较前一日增长509例。确诊病例中，目前住院接受治疗的有24639例，较前一天增加1882例；6017例正在接受重症监护，较前一天增加452例，治愈出院10935例。
法国公共卫生部门4月2日公布的数据显示，法国累计新冠肺炎确诊病例升至59105例，较前一日增加2116例。法国卫生总署署长萨洛蒙当天在新闻发布会上说，法国累计新冠肺炎死亡病例4503例，在过去24小时内增加了471例。目前有26646人在医院接受治疗，其中6399人在重症监护室接受治疗。截至4月2日晚22点，新型冠状病毒法国医院单日新增死亡471人，医院累计死亡4503人，养老院统计到累计死亡884人，全国累计新型冠状病毒死亡人数5387人。
4月3日法国卫生部宣布，法国新冠肺炎患者较昨日新增5233例，累计确诊共64338例，其中入院27432例，重症6662例，累计死亡6507例，治愈14008例。法国总理菲利普承认由于中国生产的口罩在国际供不应求，法国确实存在采购困难。
4月4日，法国卫生总署署长萨洛蒙当晚公布最新疫情统计数据，确诊病例方面，法国医院当日新增病例4277例，医院累计确诊病例68605例；养老院累计确诊病例21348例。不过法国卫生部目前尚未合并总计相关确诊病例数。新冠肺炎死亡病例方面，法国医院4日新增死亡病例441例，医院累计死亡病例5532例；养老院累计死亡病例2028例，全法累计死亡病例7560例。相关数字及合并总计均已得到法国卫生部的确认。萨洛蒙表示，法国住院患者人数已经升至28143人，其中重症患者达6838人；4日新增重症患者176人。法国最近两天继续向疫情相对不严重的地方转运重症患者。法国新冠肺炎疫情最严重的大巴黎地区确诊病例已升至21136例，死亡病例为2000例。另外，大巴黎地区重症患者已经增至2400人，当日增幅为3%，比前几天有所放缓。该地区重症患者增幅此前几天一直维持在10%左右。
4月5日，法国卫生部当晚公布的最新疫情统计数据显示，法国医院当日新增死亡病例375例，医院累计死亡病例5889例；养老院累计死亡病例2189例，全法累计死亡病例8078例。法国的死亡病例数据显示，医院的单日死亡病例有所下降，已从前一日的441例下降到375例。但存在的问题是养老院的死亡病例数仍未完全统计完毕，仍有养老院至今未能提供相关数据。确诊病例方面，法国医院当日新增病例1996例，医院累计确诊病例70748例；养老院累计确诊病例22361例，多家媒体据此报道法国确诊病例已经突破9万例，但法国卫生部对数据合并等问题仍不置可否。法国卫生部5日晚还公布累计住院患者人数为51557人，目前仍在住院患者人数为28891人，其中重症患者达6978人；5日新增重症患者140人。住院患者和重症患者总数均已处于高位，但最近两天新增重症患者人数有所放缓。法国新冠肺炎疫情最严重的大巴黎地区确诊病例已升至22107例，死亡病例为2138例。大巴黎地区重症患者已经增至2509人，当日增幅仍为3%。
综合法新社、路透社报道，当地时间4月6日，法国卫生部门负责人表示，过去24小时内，法国新增5171例新冠肺炎确诊病例，累计确诊98010例；新增死亡833例，累计死亡8911例。
4月7日，法国卫生总署署长萨洛蒙当晚发布最新疫情数据。法国新冠肺炎确诊病例方面，医院累计确诊病例78167例；养老院累计确诊病例30902例，官方合计确诊病例为109069例。这使得法国成为美国、西班牙、意大利和德国以外，世界上第五个确诊病例超过10万人的国家。与此同时，法国新冠肺炎死亡病例仍在大幅增长。法国7日新增死亡病例高达1417例，继续成为单日死亡人数最多的欧洲国家；医院累计死亡病例7091例；养老院累计死亡病例3237例，官方累计死亡病例10328例。这使得法国成为继美国、西班牙、意大利之后，世界上第四个死亡病例突破万人的国家。
4月8日，根据法国卫生总署署长萨洛蒙当晚公布最新疫情统计数据，法国医院确诊病例达82048例，养老院确诊病例达30902例，合计确诊病例已达112950例。法国4月8日死亡病例为541例，比前几日有所下降。累计死亡病例数为10869例，这一数字在欧洲国家中仅次于意大利和西班牙。法国医疗系统的处境依然十分困难。目前法国住院患者人数为30375人，其中重症患者达7148人。在重症患者中有108人的年龄在30岁以下。法国新冠肺炎疫情最严重的大巴黎地区死亡病例已经升至2877例，8日死亡228人。大巴黎地区重症患者增至2681人，当日增幅回升至3%。法国官方8日透露，15日之后仍会继续维持“封城”等管制措施。法国总统马克龙计划于13日再度发表全国讲话，向民众说明具体细节。
法国卫生总署署长热罗姆·萨洛蒙在4月9日的新闻发布会上通报说，过去一天法国医院系统新增新冠肺炎死亡病例424例，累计死亡病例升至12210例。在所有死亡病例中，医院系统死亡病例达8044例，另有4166例出现在包括失能老人养老院在内的社会医疗机构。
据美国约翰斯·霍普金斯大学发布的实时统计数据显示，截至4月10日，法国新冠肺炎累计确诊病例118781例，累计死亡病例12228例；与前一天数据相比，法国新增确诊病例4822例，新增死亡1341例。
据美国约翰斯·霍普金斯大学发布的实时统计数据显示，截至4月11日，法国新冠肺炎累计确诊病例125930例，累计死亡病例13215例；与前一天数据相比，法国新增确诊病例7149例，新增死亡987例。
当地时间4月12日晚，法国卫生部发布公告称，法国累计新冠肺炎确诊病例达95403例，较前一日新增1613例。累计死亡病例14393例，较前一日增长566例，总计医院死亡病例9253例，较前一日增长315例；养老机构以及其他社会机构死亡病例5140例。确诊病例中，目前住院接受治疗的31826例，较前一天增加506例，累计治愈出院27186例。
据美国约翰斯·霍普金斯大学发布的实时统计数据显示，当地时间4月13日，法国新冠肺炎累计确诊病例137875例，累计死亡病例14986例；与前一天6时30分数据相比，法国新增确诊病例4206例，新增死亡病例574例。
当地时间4月14日晚，法国卫生总署署长萨洛蒙在当天晚上的疫情发布会上表示，截至当天，法国累计新冠肺炎确诊病例超过10万，达103573例，较前一日新增5497例。累计死亡病例15729例，较前一日增长762例，总计医院死亡病例10129例，较前一日增长541例；养老机构以及其他社会机构死亡病例5600例，较前一日新增221例。
4月15日法国卫生部宣布，法国新冠肺炎较昨日新增2633例，累计确诊106206例，其中入院31779例，重症6457例，累计死亡17167例，治愈31000例。法国卫生总署署长萨洛蒙当晚公布最新疫情统计数据，法国当日新增死亡病例1438例，累计死亡病例升至17167例，其中医院死亡病例10643例，养老院死亡病例6524例。不过萨洛蒙表示，单日死亡病例大幅上升可能是复活节假期，统计数据延迟所致。　萨洛蒙表示，目前的住院人数为31779人，其中重症患者6467人，住院人数和重症患者人数都在下降。重症患者中仍有三分之一的患者年龄低于60岁，99人的年龄低于30岁。在法国新冠肺炎疫情最严重的大巴黎地区，死亡病例已经突破4000例，升至4169例，15日单日死亡202例。目前大巴黎地区重症患者为2479人，比前一天减少113人。　法国军方15日表示，法国海军“戴高乐”号航母已有668人确诊新冠肺炎，其中31人已送往医院治疗，1人在重症监护室治疗。
4月16日法国卫生部宣布，法国新冠肺炎较昨日新增2641例，累计确诊108847例，累计死亡17920例。法国医护人员同日呼吁当局尽快解决包括镇静剂、止痛药、抗生素等药品的短缺问题。
当地时4月17日晚，法国卫生总署署长萨洛蒙在疫情发布会上表示，截至17日14时法国新冠肺炎确诊病例增至109252例，24小时内新增405例。医院死亡病例增至11478例，失能养老院的死亡人数增至7203例，总计死亡人数达到18681例，新增761例。
当地时间4月18日晚，据法国卫生总署的最新通报，截至18日14时法国新冠肺炎确诊病例增至111821例，24小时内新增2569例。医院死亡病例增至11842例，失能养老院的死亡人数增至7481例，总计死亡人数达到19323例，新增642例。目前确诊病例中住院接受治疗的有30639例，净减551例；其中有5833例在重症监护室，24小时内新增206例，与解除重症监护的病例相减则净减194例，这也是重症监护人数连续第10日下降。同时累计已有35983例治愈出院，较前日新增1563例。
法国公共卫生部门4月19日公布的数据显示，法国目前有30610名新冠患者在医院接受治疗，其中有5744人处于重症监护状态，24小时内减少89人，重症人数连续第11天下降。根据数据，法国医院确诊病例累计112606例，过去24小时内增加785例；在包括失能老人养老院在内的社会医疗机构中，确诊或疑似病例累计63336例，较前一日增加1201例。此外，法国死亡病例升至19718例，过去24小时内增加395例。在所有死亡病例中，医院死亡病例为12069例，较前一日增加227例；包括失能老人养老院在内的社会医疗机构死亡病例为7649例，较前一日增加168例。
当地时间4月20日晚，法国卫生总署署长萨洛蒙在当天晚上的疫情发布会上表示，截至当天，法国累计新冠肺炎医院确诊病例达114657例，较前一日新增2051例。累计报告死亡病例超过2万，达20265例，较前一日增长547例；总计医院死亡病例12513例，较前一日增长444例；养老机构以及其他社会机构死亡病例7752例，较前一日新增103例。确诊病例中，目前住院接受治疗的有30584例，较前一天减少26例，住院治疗的病例总数再次小幅减少；5683例正在接受重症监护，较前一日减少61例，这也是重症监护病例连续第12天减少；累计治愈出院37409例。
当地时间4月21日，法国新冠肺炎累计死亡病例升至20796例。大巴黎地区死亡患者仍然持续上升，当天累计突破五千人。根据法国卫生总署署长萨洛蒙当晚公布最新疫情统计数据，法国当日新增死亡病例531例，累计死亡病例升至20796例，其中医院死亡病例12900例，养老院死亡病例7896例。
当地时间4月22日，法国新增新冠肺炎确诊病例3201例，累计确诊病例181373例，新增病例为4天以来最多；新增死亡病例544例，累计死亡病例21340例。
当地时间4月23日晚，据法国卫生总署最新通报，截至当地时间4月23日14时法国新冠肺炎医院确诊病例增至120804例，24小时内新增1653例。医院死亡病例增至13547例，失能养老院的死亡人数增至8309例，总计死亡人数达到21856例，新增516例。目前确诊病例中住院接受治疗的有29219例，净减522例；其中有5053例在重症监护室，24小时内新增178例，与解除重症监护的病例相减则净减165例，这也是重症监护人数连续第15日下降。同时累计已有42088例治愈出院，较前日新增1431例。
当地时间4月24日晚，法国卫生总署署长萨洛蒙在当晚的疫情发布会上表示，法国累计新冠肺炎确诊病例达122577例，较前一日新增1773例。累计报告死亡病例达22245例，较前一日增长389例；总计医院死亡病例13852例，养老机构以及其他社会机构死亡病例8393例。确诊病例中，目前住院接受治疗的有28658例，较前一天减少561例，住院治疗的病例总数再次减少；4870例正在接受重症监护，较前一日减少183例，这也是重症监护病例连续第16天减少；累计治愈出院43493例。
当地时间4月25日晚，法国卫生部在当天发布的公告中表示，截至当天，法国累计确诊新冠肺炎病例124114例，较前一日新增1537例。累计报告死亡病例22614例，较前一日新增369例；总计医院死亡病例14050例，养老机构以及其他社会机构死亡病例8564例。确诊病例中，目前住院接受治疗的有28222例，较前一天减少436例，住院治疗的病例总数再次减少；4725名患者正在接受重症监护，较前一日减少145人，这也是重症监护病例连续第17天减少；累计治愈出院44594例。
法国卫生总署署长萨洛蒙4月26日表示，法国当日新增新冠死亡病例242例，累计死亡病例22856例。萨洛蒙在新闻发布会上说，在所有死亡病例中，医院死亡病例为14202例，在过去24小时内增加152例，这是过去5个星期以来医院死亡病例的最低日增值；包括失能老人养老院在内的社会医疗机构死亡病例为8654例，在过去24小时内增加90例。萨洛蒙说，截至目前，法国有28217名新冠患者在医院接受治疗，较前一日减少5人；4682名患者在重症监护室接受治疗，较前一日减少43人。法国政府网站26日公布的数据显示，法国在过去24小时内新增461例确诊病例，累计确诊124575例。其中在包括失能老人养老院在内的社会医疗机构中，累计确诊病例29643例，在过去24小时内增加517例。
4月27日法国卫生部宣布，法国新冠肺炎较昨日新增3764例，累计确诊128339例，现有重症4608例，新增死亡437例，累计死亡23293例。
法国政府网站4月28日公布的数据显示，法国较前一日新增1520例确诊病例，累计确诊129859例；其中在包括失能老人养老院在内的社会医疗机构中，累计确诊病例30817例，较前一日增加590例。
法国卫生总署4月29日发布新闻公报说，法国新增新冠死亡病例427例，累计死亡病例24087例。根据公报，在所有死亡病例中，医院死亡病例为15053例，在过去24小时内增加243例;包括失能老人养老院在内的社会医疗机构死亡病例为9034例，在过去24小时内增加184例。公报说，法国目前有26834名新冠患者在医院接受治疗，较前一日减少650人;4207名患者在重症监护室接受治疗，较前一日减少180人。法国政府网站29日公布的数据显示，法国累计确诊128442例，其中在包括失能老人养老院在内的社会医疗机构中累计确诊病例69773例。29日累计确诊病例数相较28日有所减少，对此，法国卫生部一名发言人表示，统计数据调整与确诊标准改变有关。
据法国卫生总署最新通报，截至当地时间4月30日晚，法国新冠肺炎确诊病例增至129581例，24小时内新增1139例。医院死亡病例增至15244例，失能养老院的死亡人数增至9132例，总计死亡人数达到24376例，新增289例。

### 2020年5月
据法国卫生部5月1日公布的数据，截至当天下午2点，法国新冠肺炎确诊病例升至130185例，在过去24小时内增加604例。数据显示，法国新冠肺炎死亡病例升至24594例，较前一日增加218例。医院死亡病例累计为15369例，包括失能老人养老院在内的社会医疗机构死亡病例为9225例，24小时内分别增加125例和93例。
当地时间5月2日晚，法国公共卫生署通报称，法国新增新冠肺炎确诊病例794例，新增死亡166例，因新冠肺炎接受重症监护的人数连续24日下降。据法国卫生总署最新通报，截至2日14时，法国新冠肺炎确诊病例增至130979例，24小时内新增794例。医院死亡病例增至15487例，失能养老院的死亡人数增至9273例，总计死亡人数达到24760例，新增166例。目前确诊病例中住院接受治疗的有25827例，净减60例；其中有3827例在重症监护室，净减51例，这也是重症监护人数连续第24日下降。同时累计已有超过50562例病例治愈出院。
当地时间5月3日晚，据法国卫生总署最新通报，截至3日14时法国新冠肺炎确诊病例累计131287例，24小时内新增308例。医院死亡病例增至15583例，养老院及其他社会疗养机构的死亡人数增至9312例，3日新增死亡病例135例，累计死亡24895例。目前，确诊病例中住院接受治疗的有25815例，净减12例；其中有3819例在重症监护室，净减8例，这也是重症监护人数连续第25日下降。同时，累计已有50784例治愈出院。
法国卫生部长表示，截至当地时间5月4日14时，法国新冠肺炎确诊病例增至131863例，24小时内新增576例。医院死亡病例增至15826例，养老院的死亡人数增至9375例，总计死亡人数达到25201例，新增306例。目前确诊病例中住院接受治疗的有25548例，其中有3696例在重症监护室，需要重症监护的人数连续第26日下降。同时累计已有超过51371例治愈出院。
根据法国卫生总署5月5日发表的新闻公报，过去一天法国新增新冠死亡病例330例，累计死亡病例升至25531例。根据公报，在所有死亡病例中，医院死亡病例为16060例；包括失能老人养老院在内的社会医疗机构死亡病例为9471例。法国目前有24775名新冠患者在医院接受治疗，其中重症患者3430例，在过去24小时内减少266人。截至目前法国累计确诊132967例，单日新增1104例，已有52736名患者治愈出院。
当地时间5月6日晚，据法国卫生总署最新通报，截至6日14时，法国新冠肺炎确诊病例增至137150例，24小时内新增939例。但另有一个新的实验室补报了自5月4日以来的日常数据及3月16日以来的历史数据，总共为3244例。医院死亡病例增至16237例，失能养老院及其他社会疗养机构的死亡人数增至9572例，总计死亡人数达到25809例，新增死亡278例。目前确诊病例中住院接受治疗的有23983例，与前日相比净减792例；其中有3147例在重症监护室，与前日相比净减283例，这也是重症监护人数连续第28日下降。同时，累计已有53972例治愈出院。
当地时间5月7日晚，据法国卫生总署最新通报，截至7日14时法国新冠肺炎确诊病例增至137779例，24小时内新增629例。医院死亡病例增至16386例，失能养老院及其他社会疗养机构的死亡人数增至9601例，总计死亡人数达到25987例，新增死亡178例。目前确诊病例中住院接受治疗的有23208例，与前日相比净减775例；其中有2961例在重症监护室，与前日相比净减186例，这也是重症监护人数连续第29日下降。同时，累计已有55027例治愈出院。
根据法国公共卫生署的数据，截至5月8日14时法国新冠肺炎确诊病例增至138421例，24小时内新增642例。医院死亡病例增至16497例，失能养老院的死亡人数增至9733例，累计死亡人数达到26230人，较前一日新增243例死亡病例。目前确诊病例中住院接受治疗的有22724例，相比前一日减少484例，其中有2868例在重症监护室，相比前一日减少93例。近一个月以来，重症监护室的病人数量在不断下降。截至目前，累计超过55782例治愈出院。
根据法国公共卫生署的数据，截至5月9日14时法国新冠肺炎确诊病例增至138854例，24小时内新增433例。医院死亡病例增至16573例，失能养老院的死亡人数增至9737例，总计死亡人数达到26310例，新增80例。这是从3月21日以来，法国新增死亡病例少于100人。目前确诊病例中住院接受治疗的有22614例，相比前一日净减110例；其中有2812例在重症监护室，相比前一日净减56例，近一个月以来，重症监护人数一直在不断下降。同时累计已有超过56038例治愈出院。
5月10日法国卫生部宣布，法国新冠肺炎新增209例，累计确诊139063例，现有重症2776例，累计死亡26380例。法国24小时内新增死亡70例，为该国3月17日实施封禁政策以来最低值。5月11日将为法国解除封禁政策首日，民众外出不必填写外出证明、部分非食品商店重新营业、多数校园分阶段开放等，但出国旅行、前往酒吧和电影院、举办大型聚会等仍被禁止。法国政府呼吁民众谨慎行事，继续遵守出行不超100公里、携带雇主证明搭乘公共交通等卫生限制措施。
根据法国公共卫生署的数据，截至5月11日14时法国新冠肺炎确诊病例增至139519例，24小时内新增456例。医院死亡病例增至16820例，失能养老院的死亡人数增至9823例，总计死亡人数达到26643例，新增263例。目前确诊病例中住院接受治疗的有22284例，相比前一日净减285例；其中有2712例在重症监护室，相比前一日净减64例，近一个月以来，重症监护人数一直在不断下降。同时累计已有超过56724例治愈出院。
根据法国公共卫生署的数据，截至5月12日14时法国新冠肺炎确诊病例增至140227例，24小时内新增708例。医院死亡病例增至17003例，失能养老院的死亡人数增至9988例，总计死亡人数达到26991例，新增348例。目前确诊病例中住院接受治疗的有21595例，相比前一日净减689例；其中有2542例在重症监护室，相比前一日净减170例，近一个月以来，重症监护人数一直在不断下降。同时累计已有超过57785例治愈出院。
当地时间5月13日晚，据法国卫生总署最新通报，截至13日14时法国新冠肺炎确诊病例增至140734例，过去24小时新增507例。医院死亡病例增至17101例，失能养老院及其他社会疗养机构的死亡人数增至9973例，总计死亡人数达到27074例，新增死亡83例。目前确诊病例中住院接受治疗的有21071例，与前日相比净减524例；其中有2428例在重症监护室，与前日相比净减114例，这也是重症监护人数连续第35日下降。同时，累计已有58673例治愈出院。
法国卫生总署5月14日发表新闻公报说，法国新冠死亡病例累计27425例，较前一日增加351例。根据公报，在所有死亡病例中，医院死亡病例为17224例，在过去24小时内增加123例；包括失能老人养老院在内的社会医疗机构死亡病例为10201例，在过去24小时内增加228例。公报说，法国目前有20463名新冠患者在医院接受治疗，较前一日减少608人；2299名患者在重症监护室接受治疗，较前一日减少129人。
根据法国公共卫生署的数据，截至5月15日14时，法国新冠肺炎确诊病例增至141919例，24小时内新增563例。医院死亡病例增至17342例，失能养老院的死亡人数增至10187例，总计死亡人数达到27529例，新增104例。目前确诊病例中住院接受治疗的有19861例，相比前一日净减602例；其中有2203例在重症监护室，相比前一日净减96例，同时，累计已有超过60448例治愈出院。
法国卫生总署5月16日发表新闻公报说，法国新增新冠死亡病例96例，累计死亡27625例。根据公报，在所有死亡病例中，医院死亡病例为17412例，过去24小时内增加70例；包括失能老人养老院在内的社会医疗机构死亡病例为10213例，过去24小时内增加26例。公报说，法国目前有19432名新冠患者在医院接受治疗，较前一日减少429人；2132名患者在重症监护室接受治疗，较前一日减少71人。法国公共卫生部门16日公布的数据显示，法国新增确诊病例372例，累计确诊142291例。
当地时间5月17日晚，据法国卫生总署最新通报，截至17日14时法国新冠肺炎确诊病例增至142411例，24小时内新增120例。医院死亡病例增至17466例，失能养老院及其他社会疗养机构的死亡人数增至10642例，总计死亡人数达到28108例，新增死亡483例。目前确诊病例中住院接受治疗的有19361例，与前日相比净减71例；其中有2087例在重症监护室，与前日相比净减45例，这也是重症监护人数连续第39日下降。同时，累计已有61213例治愈出院。
法国政府网站5月18日公布的数据显示，法国新增确诊病例492例，累计确诊142903例；其中在包括失能老人养老院在内的社会医疗机构中，累计确诊病例36599例，在过去24小时内增加138例。公报说，法国目前有19015名新冠患者在医院接受治疗，较前一日减少346人；1998名患者在重症监护室接受治疗，较前一日减少89人。法国新增新冠死亡病例131例，累计死亡病例28239例。据公报，在所有死亡病例中，医院死亡病例为17589例，在过去24小时内增加123例；包括失能老人养老院在内的社会医疗机构死亡病例为10650例，在过去24小时内增加8例。
法国公共卫生部门5月19日公布的数据显示，法国新增确诊病例524例，累计确诊143427例。已有62563名患者痊愈出院。法国卫生总署署长萨洛蒙在19日的新闻发布会上通报说，法国新冠死亡病例累计达28022例。其中，医院死亡病例为17714例，包括失能老人养老院在内的社会医疗机构修正数据后，累计死亡病例为10308例。法国目前有18468名新冠患者在医院接受治疗，1894名患者在重症监护室接受治疗。
当地时间5月20日晚，法国卫生部在当天发布的新闻公报中表示，截至当天，法国累计新冠肺炎确诊病例达143845例，较前一日新增418例。法国累计报告死亡病例达28132例，较前一日新增110例。其中医院死亡病例17812例，养老机构以及其他社会机构死亡病例10320例。确诊病例中，目前住院接受治疗的有17941例；1794例正在接受重症监护，较前一日减少100例，这是法国重症监护病例连续第42天下降；累计治愈出院63354例。
当地时间5月21日晚，法国卫生部在当天发布的公告中表示，截至当天，法国新冠肺炎确诊病例累计达144163例，较前一日新增318例。累计报告死亡病例达28215例，较前一日增长83例；总计医院死亡病例17870例，养老机构以及其他社会机构死亡病例10345例。
当地时间5月22日晚，法国卫生部在当天发布的公告中表示，截至当天，法国累计新冠肺炎确诊病例达144566例，较前一日新增393例。法国累计报告死亡病例达28289例，较前一日增长75例；总计医院死亡病例17944例，但是养老院和社会福利机构由于假期没有上报数据，本日死亡数据统计可能不全。确诊病例中，目前住院接受治疗的有17383例；1701 例正在接受重症监护，较前一日减少44例；累计治愈出院64209例。
当地时间5月23日晚，法国卫生部在当天发布的公告中表示，截至当天，法国累计新冠肺炎确诊病例达144806例，较前一日新增250例。累计报告死亡病例达28332例，较前一日新增43例；医院死亡病例17987例， 养老院和社会福利机构死亡10345例。养老院自22日起没有报送相关数据，将在25日统一更新，故本次数据并不完整。法国确诊病例中，目前住院接受治疗的有17178例；较前一日净减205例，其中1665例正在接受重症监护，较前一日净减36例；累计治愈出院64547例。
当地时间5月24日晚，法国卫生部在当天发布的新闻公报中表示，截至当天，法国累计新冠肺炎确诊病例达144921例，较前一日新增115例。累计报告死亡病例达28367例，医院死亡病例较前一日新增36例，养老院死亡病例具体数据将于周一（25日）公布。确诊病例中，目前住院接受治疗的有17185例；1655例正在接受重症监护，较前一日减少10例，累计治愈出院64617例。
当地时间5月25日，法国新冠肺炎确诊病例增加358例，累计至145279例；死亡病例增加90例，累计至28457例。
当地时间5月26日晚，法国卫生部发布公告称，截至当天，法国新增新冠肺炎确诊病例276例，累计达145555例。累计死亡病例28530例，其中医院死亡病例18195例，养老院和社会福利机构死亡病例10335例。24小时内，共有318人因新冠肺炎入院，目前有16264例确诊病例正在接受治疗，较前一日减少534例， 其中1555例正在接受重症监护，较前一日减少54例，累计治愈病例65879例。
当地时间5月27日晚，法国卫生部在当天发布的新闻公报中表示，截至当天，法国累计新冠肺炎确诊病例145746例，较前一日新增191例。累计报告死亡病例28596例，较前一日新增66例。其中医院死亡病例18260例，养老院及其他社会机构死亡病例详细情况将于周五（5月29日）公布。确诊病例中，目前住院接受治疗的有15680例，1501例正在接受重症监护，较前一日减少54例，累计治愈病例66584例。
5月28日法国卫生部宣布，经采用新的统计方式，法国新冠肺炎病例较昨日新增数激增至3325例，累计确诊149071例，现有重症1429例，累计死亡28662例。法国总理菲利普同日宣布法国将于6月2日和6月22日分别进入解封第二和第三阶段，将分地区、有步骤、不同程度地取消相关涉及公民出行、复工复产、场所开放、学校复课的限制。
当地时间5月29日晚，法国卫生部发布公告称，截至当天，法国新增新冠感染病例597例，累计确诊达到149668例。累计报告死亡病例28714例，增加了52例，其中医院死亡病例18387例，养老院和社会福利机构死亡病例10327例。24小时内，共有255人因为新冠入院，但在减去出院人数后，目前有14695例新冠病人在接受治疗，较前一日净减513例， 其中1361例正在接受重症监护，较前一日净减68例；累计治愈出院67803例。

### 2020年10月
法国参议院出现COVID-19群体性感染，多名参议员感染。

### 2021年3月
3月22日和24日，法国劳工部长和法国文化部长先後感染COVID-19。
3月31日，法國总统马克龙宣布，把已在法國部分区域内实施的新冠防疫限制措施扩大至全国，为期至少一个月。

### 2022年1月
1月，法国发现了新的新冠变种毒株IHU，它具有46种突变，截至1月初有12人确诊。

## 统计

### 扩散到其他地区
塞内加尔
当地时间3月2日下午，塞内加尔出现首例输入性新冠肺炎患者，该病患是一名常住塞内加尔首都达喀尔市阿勒马蒂区的法国人，他曾于2月29日搭乘塞内加尔航空抵达达喀尔。达喀尔巴斯德研究所对该名法国患者进行新冠病毒检测，结果呈阳性。
科特迪瓦
3月15日，科特迪瓦新增3例新冠肺炎确诊病例，其中2例有意大利和法国旅行史。
几内亚
3月13日，几内亚卫生部宣布确诊该国首例新冠肺炎病例。患者为比利时籍，曾到达法国尼斯，3月3日回到几内亚科纳克里。
布基纳法索
3月9日晚召开新闻发布会说，该国首次确诊两例新冠肺炎病例。卢热说，两人是一对夫妇，妻子最近有法国旅行史。
喀麦隆
3月6日，喀麦隆卫生部宣布该国确诊首例新冠肺炎病例，患者为法国人，2月24日到达喀麦隆首都雅温得。
刚果民主共和国
3月10日，刚果民主共和国卫生部宣布首都金沙萨确诊该国首例新冠肺炎病例，曾到达法国。
加蓬
3月12日晚，加蓬新闻部长姆本布宣布，在首都利伯维尔发现首例输入型新冠肺炎确诊病例。该名患者系加蓬人，于3月8日自法国波尔多返加，次日出现疑似症状，随后送利伯维尔三军总医院接受隔离治疗，3月12日其检测结果为阳性，予以确诊。
阿根廷
3月3日，阿根廷卫生部确认了首例病例。该患者是一位43岁的男子，来自法国，于3月1日来到阿根廷，随后发生感冒症状。
乌兹别克斯坦
乌兹别克斯坦卫生部门15日证实，该国确诊首例新冠肺炎病例。
据乌卫生和流行病学署介绍，首名确诊患者为一名从法国返回的乌兹别克斯坦公民。
中国大陆
3月16日12时至24时，云南省无新增本地确诊病例，新增境外输入确诊病例一例是法国输入。截至4月25日，中国大陆累计报告85例法国输入病例。

## 应对措施
2020年1月21日晚间，法国卫生部长阿涅斯·布赞宣布，法国唯一的新型冠状病毒感染疑似病例被证实为阴性。据《巴黎人报》援引法新社报道，法国一公民在武汉逗留几日后出现呼吸系统症状，到传染病科接受诊治，被隔离并接受一系列检查，其冠状病毒检测呈阴性。卫生当局宣布，截至目前，法国没有确诊病例。新闻发布会上，法国卫生部通报了当前新型冠状病毒在中国及其他一些国家的感染情况，同时介绍说美国发生一宗感染病例，在纽约、旧金山和洛杉矶的机场对乘客启动体温检查。阿涅斯·布赞表示，“病毒进入法国的风险很低，但不能排除”。因此，法国在直飞中国武汉的航班上进行防疫宣传，巴黎戴高乐机场也张贴了防疫海报，但针对目前的情况，还没有启动边境控制计划。卫生部长阿涅斯·布赞、卫生部总干事傑羅姆·薩洛蒙及法国公共卫生专家在发布会上强调，法国有能力应对可能在法国发生的感染情况。巴黎比才医院传染病科主任亚兹丹帕纳表示，法国防疫系统运行良好，就个人来说，任何疑似感染病例都将被隔离并持续进行14日监测，与其有过接触的人员也将被记录。杰罗姆·萨洛蒙同时在发布会上保证，法国一旦发生确诊病例，将对公众保持公开透明。
2020年1月25日，法國駐武漢總領事館宣布將與中國合作，用巴士撤離湖北武漢的法國公民及家屬至湖南長沙並隔離觀察14日。法國汽車製造商標緻雪鐵龍集團表示会在武汉的合资企业神龙汽车會從武漢撤走外國僱員及家属，合共38人，他們會在內地另一個城巿隔離檢疫後回國。法國外交部稱，法国駐武漢总領事館将聯絡巿內的法国籍人士，並與中方研究安排他們離開的方法。
2020年1月30日，法國政府把武漢接回國民安頓在馬賽西方30公里的濱海度假小鎮，一人一室，並可在戶外活動，還能欣賞地中海美景。該中心宛如並非醫院或健康中心，人們可以打排球、小朋友則可以玩彩色粘土，甚至還有享用咖啡的空間，被譽為「最人道」的隔離方式，但引起附近居民不安。
2020年2月2日，法國派出的第二架撤僑包機抵達法國，機上254人，包括法國僑民、歐洲及非洲人，據報有36人出現新型冠狀病毒肺炎的病徵被隔離，等候進一步檢測。
2020年2月29日，为对抗疫情蔓延，法国政府决定，禁止在瓦兹省所有群聚性活动，劝告当地居民减少外出，尽可能在家工作。另外，法国境内禁止5000人以上人群集会。本拟于3月1日举行的巴黎半马拉松比赛也已取消，预估将有4万人参加。法国农业博览会最后一日的活动取消，但是周末的甲级足球赛照常举行。
2020年3月4日，法國宣佈征用全国公私营口罩生产企业库存，并限定免洗杀菌洗手液市场价格。
2020年3月12日晚，法国总统埃马纽埃尔·马克龙向全国发表电视讲话，宣布自周一（3月16日）起，法国所有学校均将关闭、所有企业均可推迟三月份的税收。面对“无国界”的病毒，马克龙同时强调，“有可能在欧洲范围内关闭边境”。
2020年3月16日，法國總統馬克龍宣佈法国進入战争状态。全法國實施為期至少十五天的封城措施。
2020年3月17日，《巴黎人報》報道法國疫情重災區米盧斯醫院和巴黎幾家醫院由於呼吸機不足，已經開始選擇救治有希望存活的患者。
2020年3月27日，法國總理宣布将全国15天的禁足令再延长两周。
2020年4月8日，巴黎禁止个人白天户外活动。
2020年4月13日，法国总统马克龙表示，“禁足令”将延长到5月11日。
2020年第一季度，法国国民生产总值下降6%。法國共有690万名员工受到“部分失业”措施的保护，涉及62.8万家企业。
2020年5月2日，法國将卫生紧急状态延长至7月24日。
法国政府将从5月4日开始向民众发放口罩。5月11日後法國開始逐步解禁。
2020年6月15日起，法國開始全面复工复课和解除边界管控措施。
2020年6月22日，法国进入解封第3阶段。
2020年8月3日，由於法國疫情出現反彈，里尔等城市宣佈民众在人行道、公园等部分户外公共场所必须佩戴口罩。
2020年8月10日起，巴黎部分户外區域必須佩戴口罩，半个月后正式进入可罚款期。
2020年10月17日起，每天晚上9时至次日早间6时，法兰西岛大区以及马赛、里昂、图卢兹等八个大都会区实施宵禁，为期至少四周。
2020年10月28日，法國總統马克龙宣布，由於第二波疫情發展超出預期，全國將於30日0時第二次全境封锁，將至少持續至12月1日，但學校不會關閉，要出門的民眾需要出示證明。在法國二次封城後，該國单日新增病例数逐步减少。
2020年12月15日起，法国以宵禁取代封城。
2021年1月29日，总理让·卡斯泰宣布，为遏制新冠疫情，法国政府决定对欧盟以外国家关闭边界。
2021年4月3日，法國總統馬克龍宣佈全法國實施為期四周的第三次封城措施。
2021年6月9日，法國推出健康通行证，宵禁推迟到晚上11点。2021年8月9日起，健康通行证範圍擴大至旅游、咖啡厅、餐厅、发廊等营业场所。法國各地爆發反對新健康通行证的遊行。
2021年11月5日，法国国民议会投票确认法国政府可将“健康通行证”制度一直延续到2022年7月31日。
2022年1月16日，法國議會通過疫苗通行证。民众必须持有疫苗通行证，才能进入餐厅、咖啡馆、电影院和长途火车等公共场所。。疫苗通行证於1月24日启用，並取代此前的健康通行证。
2022年3月14日起，法国停用疫苗通行证，同日起除公共交通工具外，政府不再强制民众室内戴口罩。
2023年2月16日，法国驻北京大使馆表示，法国已取消对来自中国的旅客实施的新冠肺炎检测限制。

## 相關爭議
4月1日，法國電視台LCI（La Chaîne Info）采訪任職巴黎柯欽醫院重症病房部門負責人的米拉（Jean-Paul Mira）時，米拉提出在可以在非洲進行2019冠狀病毒疾病的人體疫苗測試，報道中法國國家衛生研究院研究部門主管的洛克特（Camille Locht）也表示同意米拉的說法。非洲足球先生得主萨缪埃尔·埃托奥和迪迪埃·德罗巴强烈批評相關言論。世界衛生組織總幹事譚德塞亦譴責相關言論。

## 衝突和抗議
7月，贝约纳一公交车司机拒绝让没有戴口罩的乘客上车，结果遭到攻击，7月6日被宣布脑死亡。
2022年1月8日，法国各地超过10万人参加了反对疫苗通行证的抗议活动。